# Taiki Hirato
Taiki Hirato (japanisch 平戸 太貴 Hirato Taik; * 18. April 1997 in Hitachinaka) ist ein japanischer Fußballspieler.

## Karriere
Hirato erlernte das Fußballspielen in der Jugendmannschaft der Kashima Antlers. Seinen ersten Vertrag unterschrieb er 2016 bei den Kashima Antlers. Der Verein spielte in der höchsten Liga des Landes, der J1 League. 2017 wurde er an den Zweitligisten FC Machida Zelvia ausgeliehen. Für den Verein absolvierte er 66 Zweitligaspiele. 2019 kehrte er zu Antlers zurück. Im August 2019 wechselte er zum Zweitligisten FC Machida Zelvia. Hier stand er bis Saisonende 2022 unter Vertrag. Für Machida bestritt er 138 Zweitligaspiele und schoss dabei 25 Tore. Im Januar 2023 unterschrieb er einen Vertrag beim Erstligisten Kyōto Sanga.

## Erfolge
Kashima Antlers
- Japanischer Meister: 2016
- Japanischer Pokalsieger: 2016